# Kalkant

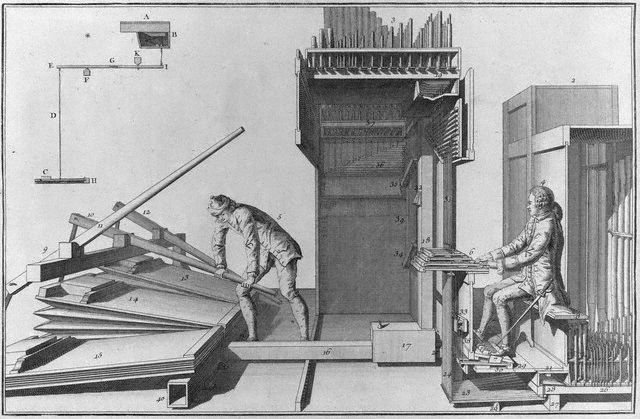
Links der Kalkant, der die durch Gewichte beschwerten oberen Teile der Schöpfbälge nacheinander anhebt. Ist der letzte Balg „gefüllt“, beginnt er erneut mit dem ersten. Auf der rechten Seite sieht man den Organisten. Kupferstich aus Bédos de Celles: L’art du Facteur d’Orgues, 1776.

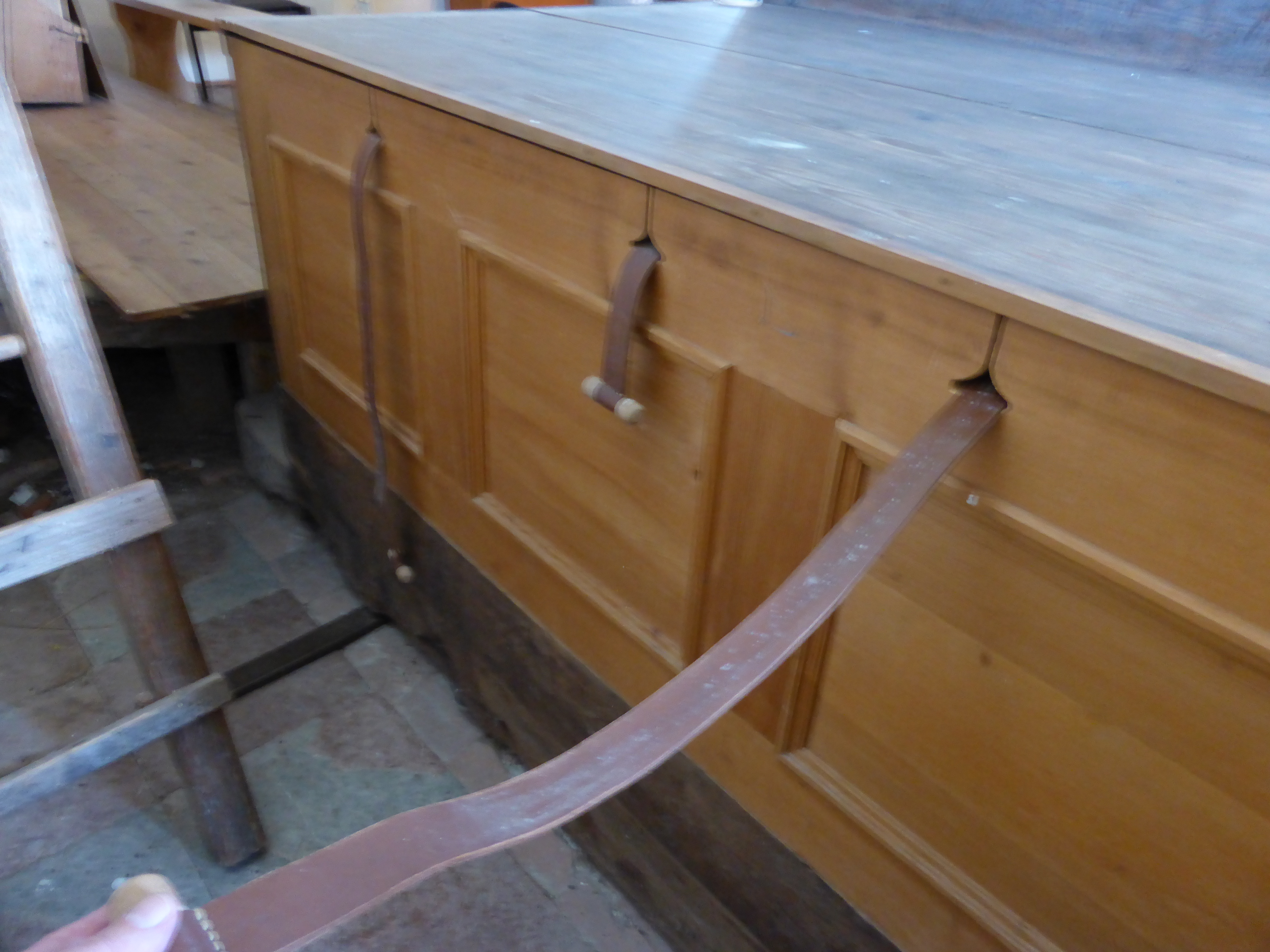
Windwerk mit drei Keilbälgen, die durch „Melken“ aufgezogen werden (Münsteuer).

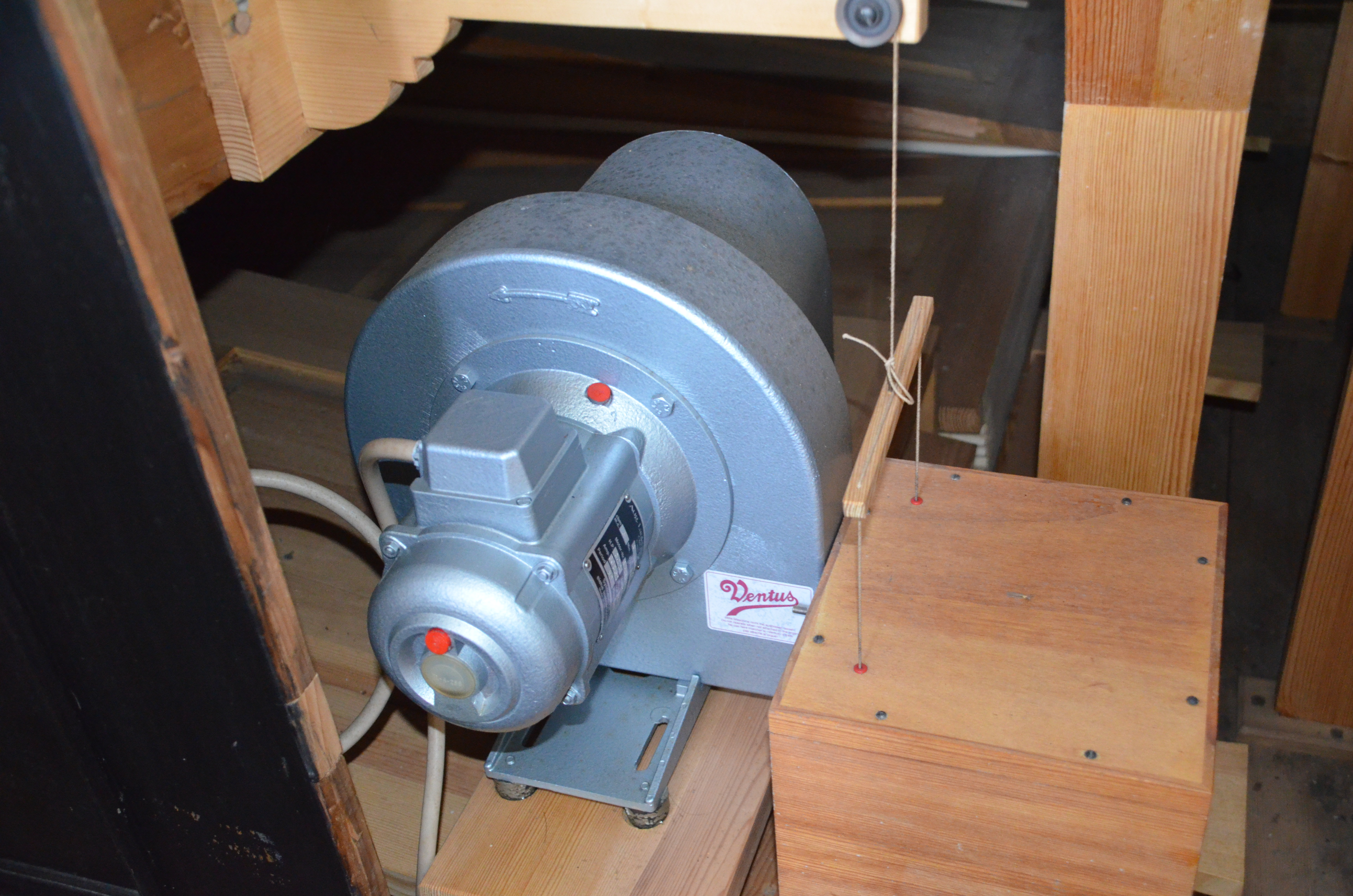
Orgelmotor mit Drosselventil

Ein Kalkant bzw. Calcant (von lateinisch calcare „treten“), auch Balg- oder Bälgetreter bzw. Orgeltreter genannt, ist ein Helfer, der durch das Bedienen von Blasebälgen die Luftversorgung eines Orgelinstruments sicherstellt. Einen Jugendlichen in dieser Tätigkeit nannte man bisweilen Orgelbub, und wenn die Bälge gezogen statt getreten wurden, bezeichnete man den Kalkanten mitunter als Orgelzieher oder Orgelmelker. Bei Positiven oder Regalen lassen sich die Bälge von einer Person per Hand bedienen, selten vom Spieler selbst. Große Orgeln benötigten zehn oder mehr Bälgetreter, die mit Händen, Füßen und ihrem ganzen Körpergewicht diesen Dienst verrichteten.

## Eigenheiten
Der Kalkant konnte in der Regel durch den sogenannten Kalkantenruf (Calcanten-Glöcklein) darauf aufmerksam gemacht werden, dass er mit der Arbeit zu beginnen hatte. Dabei handelte es sich um einen Registerzug, der mit einer Klingel in der Nähe der Balganlage verbunden war.
Bei Hofe waren stets Orgelbauer zugleich Kalkanten. In der Zeit z. B., als Graz Residenzstadt der Habsburger war (1379 bis 1619), gab es an deren erzherzoglicher Residenz fest angestellte Hofcalcanten, die die Orgeln und Tasteninstrumente der Hofkapelle und Hofkirche warten mussten, des Weiteren während der Musik die Calcantendienste leisteten bzw. organisierten.
Der Orgelspieler war auf die pflichtbewusste und geschickte Ausführung der Tätigkeit des Kalkanten angewiesen. An unbedeutenderen Kirchen handelte es sich bei den Kalkanten oft um Schuljungen oder Bauern- und Handwerksburschen, die durch ihre Unzuverlässigkeit durch willkürliches Aussetzen mitunter komische Situationen verursachten. Andernorts wurden auch Konfirmanden mit dem Kalkantendienst betraut, so beispielsweise noch bis 1950 in der Carolinensieler Kirche in Ostfriesland.

## Entwicklung
Seit Kirchengebäude an das Stromnetz angeschlossen sind, wurden nach und nach die Muskelkräfte der Kalkanten durch elektrisch betriebene Ventilatoren ersetzt. Diese im Organistenjargon „Orgelmotor“ genannten Ventilatoren werden meist mit Drehstrom betrieben und laufen, im Gegensatz zu früheren Modellen, fast geräuschlos. In Folge dieser Art der Elektrifizierung einer Orgel wurde dann meist ein einzelner Balg als Wind-Magazin weiterverwendet und vom Orgelmotor versorgt, alle anderen (Arbeits-)Bälge stillgelegt.
Im Zuge der Restaurierung historischer Instrumente wird allerdings die alte „Lunge“ einer Orgel mit einbezogen, wobei die Bälge restauriert und, wenn verloren gegangen, rekonstruiert werden. Denn ein sog. „lebender Wind“ wird geschätzt und gehört zum Klangbild einer historischen Orgel. Daher kommt der von einem Kalkanten bereitgestellte Spielwind bei einschlägigen Konzerten und Tonträgeraufnahmen zum Einsatz. Ein so erzeugter Wind ist frei von motorischen Vibrationen oder Verwirbelungsgeräuschen, die manchmal im Hörbereich liegen. Im Gegensatz dazu kann ein aufmerksamer Zuhörer das „Atmen der Orgel“ hören, wenn der Kalkant die Bälge professionell betätigt.
Neuerdings kommen bei Restaurierungen historischer Balganlagen Balgaufzugsmaschinen mit Getriebemotoren oder pumpende Balganlagen zum Einsatz: bei beiden Systemen werden alle Bälge abwechselnd, wie durch Kalkanten betätigt, in Bewegung gesetzt (z. B. bei der 2007 restaurierten Dummel-Orgel in St. Leonhard ob Tamsweg, oder bei der 2009 restaurierten Ignaz-Egedacher-Orgel in Vornbach).